# Бедошвили, Васико Гурамович
Васико Гура́мович Бедошви́ли (груз. ვასიკო გურამის ძე ბედოშვილი; род. 16 июня 1960, Душети) — советский и российский режиссёр-мультипликатор и художник-мультипликатор.

## Биография
Родился 16 июня 1960 года в Душети, Грузинской ССР.
В 1983 году окончил Грузинский Политехнический институт (факультет архитектуры). Работал на студиях «Грузия-фильм» (1984—1990), «Пилот» (1991—2000), «Классика» (2000—2002), «Тема» (2003—2006), с 2006 года — на студии «Ритм». Как режиссёр дебютировал в 1989 году. Постановщик ряда рекламных роликов и видеоклипов.

## Фильмография

### Раскадровка
- 2004 — Незнайка и Баррабасс

### Режиссёр-постановщик
- 1996 — Братья Пилоты иногда ловят рыбу
- 1998 — Ночное метро
- 1998 — Уважайте труд уборщиц
- 2014 — Курица
- 2017 — Фиксики: Большой секрет
- 2019 — Фиксики против кработов
- 2022 — Маша и Медведь в кино: 12 месяцев

### Режиссёр серий
- 1989—1992 — Лифт
- 1998 — Фонд правовых реформ
- 2007—2015 — КОАПП. Двадцать лет спустя
- 2010—2019 — Фиксики
- 2019—наст. время — Ник-изобретатель
- 2020 — Маша и Медведь

### Сорежиссёр
- 2020 — Белка и Стрелка. Карибская тайна

### Сценарист
- 2014 — Курица
- 2010—2019 — Фиксики

### Художник-постановщик
- 1997 — Тим
- 2014 — Курица

### Художник-мультипликатор
- 1986 — Наша добрая, старая бабелина
- 1986 — Я вернусь к тебе дождём
- 1987 — Баллада о певце
- 1987 — Бродяжка
- 1988 — Под знаком вопроса
- 1990 — Верёвка
- 1990 — Ох, этот мир! Карта
- 1995 — Братья пилоты снимают клип для MTV
- 1996 — Рождество
- 2000 — Жужу бомбочки
- 2000 — Мячик
- 2006 — Элька
- 2014 — Курица

### Художник-сторибордист
- 2013 — Белка и Стрелка. Лунные приключения

## Награды

### Фиксики. Большой секрет
- Полнометражный фильм «Фиксики. Большой секрет» получил награду на одиннадцатом Международном фестивале детского кино в Индии в номинации «Лучший анимационный художественный фильм».[2]
- 16 марта 2018 — номинант кинопремии «Икар».[3]

### Фиксики против кработов
- Фильм участвует в конкурсной программе фестиваля Суздаль-2020[4]